# Алстер (ријека)
Алстер је ријека у Сјеверној Њемачкој, десна притока Лабе . Њен извор се налази у близини Хенштет-Улцбурга, држава Шлезвиг-Холштајн и тече према југу кроз тероторију града Хамбурга у улива се у Лабу у центру Хамбурга.
Алстер је друга најважнија ријека за Хамбург. Док је ријека Лаба под утицајем плиме и осеке и од међународног је значаја и подложна поплавама, Алстер је не-плимна, споро тече и на неким мјестима изгледа као нетакнута идила природе, док је на другом дијелу тока укроћена и у урбаној средини. У центру града, ријека формира два језера, оба истакнута обељежја у Хамбургу.

## Географија
Дужина тока ријеке Алстер је 56 km, извор се налази на надморској висини од 31m, а ушће на 4m. Површина слива је 587 km².  Лијеве притоке су Бреденбек, Амерсбек, Остербек, Алте Алстер, Лохбек, а десне Тарпенбек и Исебек, Сусебек и Мелингбек.

### Горњи ток
Извор Алстера је мали базен у Тимхаген Броку у близини Хенштет-Улцбурга, око 25 km сјеверно од Хамбурга. Мали поток чини неколико кривина прије уласка на подручје Хамбурга у Дувенстедт и Волдорф-Олстедт. У том тренутку, Алстер је прошао неколико мањих брана и прошао испод 15 мостова. Од сада па надаље, становници Хамбурга користе ријеку за водене спортове, посебно за кану и кајак на ријеци, или шетње дуж обала. У улици Велингбутел, Алстер пролази поред дворца Велингбутел. Између градских граница и првог језера у унутрашњости града - Аусналстер - ријека протиче испод 42 моста.

### Доњи ток
За град Хамбурга, ријека је главна географска карактеристика и увелико одређује градски пејзаж. На ријеци у 13. вијеку направљена су два вештачка језера, Аусналстер (Спољни Алстер) и мање Биненалстер (Унутрашњи Алстер). Ова два језера и околни паркови служе као важна рекреативна подручја у срцу града. Посљедњи дио Алстера између Клајне Алстера и његових ушћа у Биненхафену, зове се Алстерфлит, као дио мреже градских канала, укључујући Блајхенфлит, Херенграбенфлит, Монкедамфлит, Неурвалфлит и Николаифлит. Алстерфлит је регулисан двјема бранама у Ратхаус / Ратхаусмаркт и Баумвал, који га штити од плиме Елбе.

## Историја
Хамбург је основан крај ријеке Алстер у 9. вијеку као лука. Вода је плавила шанац утврђења. Алстер је преграђен 1190. године, првобитно да би напајао воденицу. Године 1235. изграђена је још једна брана за други млин, који је промијенио облик ријеке у језеро.
У 15. и 16. веку изграђен је канал Алстер да би повезао Хамбург са Либеком. Канал је био дугачак око 8 km и изграђен од Алстера до Бесте, притоке реке Траве, у Зилфелду. Због тешкоћа у задржавању воде, посебно због близине мочварних подручја, 91km дуг пут од Хамбурга до Либека био је плован само од 1529. до 1550.  Хамбург се проширио дуж обала Алстера, а неколико устава је изграђено како би ријека била пловна. До 19. вијека транспорт водом са баржама коришћен је до града Кајхуде. Тегленице - које транспортују грађевински материјал, гориво и храну - биле су постављене или вучене. 

## Економија
Алстером се може пловити око 9 km узводно од ушћа. Фирме као Алстер Тоуристик пружају јавни и туристички превоз трајектима у Хамбургу.  Дуж целог тока кроз Хамбург, могу се изнајмити чамци са веслима.

## Екологија
Генерално, Алстер се оцењује да је чиста ријека. Хамбуршки Алстер и његова језера и канали познати су по својим белим лабудовима, који се чувају од јавних средстава још од 16. вијека.

## Насљеђе
Басен Алстер био је важан модел за дизајн слива ријеке Чарлс, изграђен почетком 20. века. 
Ријека је инспирисала композитора Оскара Фетраса рођеног у Хамбургу да састави популарни валцер "Монднахт ауф дер Алстер"  енгл. Moonlit Night on the Alster. Највећи хамбуршки водени центар, Алстер-Швимхале, добио је име по ријеци.